# Santuario della Madonna delle Grazie (Monteodorisio)
Il santuario della Madonna delle Grazie è sito in Largo Madonna delle Grazie a Monteodorisio in provincia di Chieti.

## Storia

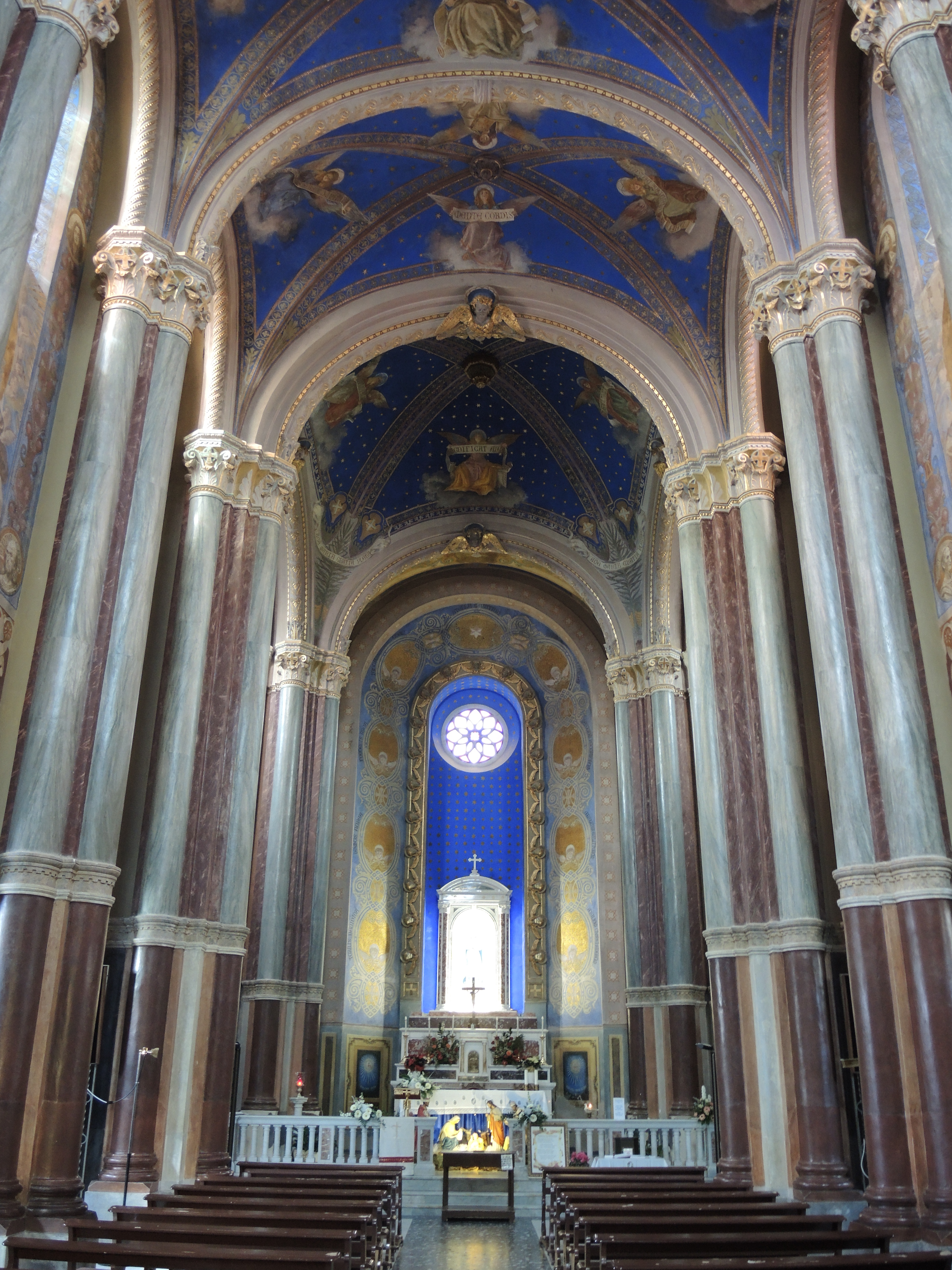
Interno

Il santuario è del XIX secolo. La chiesa risale al 1000, era una cappella del tratturo per la Puglia, sotto il conte Pandolfo di Celano, nel XII secolo vi sorse un monastero benedettino dedicato a San Nicola, poi nel XIII secolo passò ai Padri Celestini, anche se la badia già nel XVI secolo andò in decadenza, riducendosi a una chiesa di campagna. L'elemento principale che rievoca l'antico passato della chiesa è il vicino torrione "dei Celestini", presso il borgo.
Nel 1866 durante le riparazione di un muro di una vecchia chiesa sgorgò dell'acqua che, secondo una leggenda popolare, guariva i malati e gli animali che la bevevano. A seguito dei numerosi pellegrinaggi di malati ed infermi e del diffondersi della fama della sorgente anche al di fuori della regione e grazie alle svariate offerte dei devoti, si decise di costruire il santuario e l'acqua della sorgente venne deviata in un pozzo, dal quale ancora oggi è possibile attingere.

## Descrizione
L'interno è a tre navate con volta a crociera. Dietro l'altare maggiore vi è un'abside con una nicchia con la statua della Madonna delle Grazie. Nell'interno vi sono dei dipinti murali in stile liberty di Gaetano d'Agostino e Nicola Biondi, nonché una statua quattrocentesca di Sant'Antonio da Padova con il Bambin Gesù proveniente da uno dei monasteri distrutti di Monteodorisio. La facciata è tripartita, con il corpo centrale avanzato rispetto ai due corpi laterali minori, e presenta dei beccatelli sotto il cornicione. Le facciate sono a salienti. Consta di tre portoni con arco a tutto sesto, uno per ogni corpo, di cui il centrale è strombato. Sopra quest'ultimo portale vi è un rosone, anch'esso strombato, con intorno dei laterizi di diverso colore. I tre corpi della chiesa, così come il corpo dell'edificio conventuale, sono a bande di laterizio di diverso colore. Anche sotto il cornicione dell'edificio conventuale vi sono dei beccatelli.

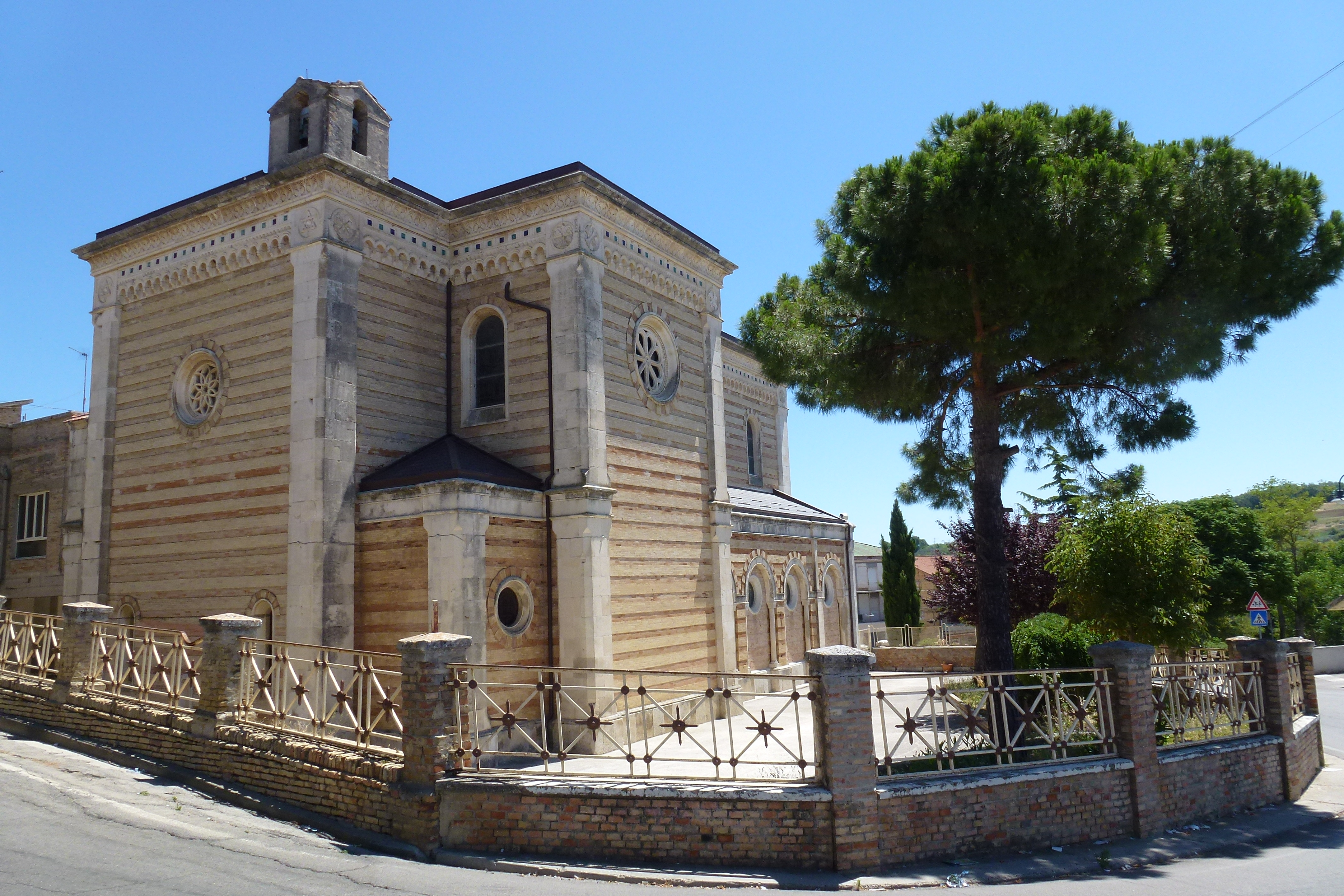
L'abside